# Смеловський (селище)
Смеловський (рос. Смеловский) — селище у Верхньоуральському районі Челябінської області Російської Федерації.
Входить до складу муніципального утворення Кірсинське сільське поселення. Населення становить 760 осіб (2010).

## Історія
Від 4 листопада 1926 року належить до Верхньоуральського району Челябінської області.
Згідно із законом від 24 червня 2004 року органом місцевого самоврядування є Кірсинське сільське поселення.

## Населення
| 2002 | 2010 |
| ---- | ---- |
| 696  | ↗760 |